# Şemdin Sakık
Şemdin Sakık (* 1959 in der Provinz Muş) ist ein ehemaliger Kommandeur der Volksbefreiungsarmee Kurdistans, des bewaffneten Arms der Untergrundorganisation Arbeiterpartei Kurdistans (PKK). Sein Deckname lautet Parmaksız Zeki („Fingerloser Zeki“). Er verbüßt eine lebenslange Haftstrafe in der Haftanstalt von Diyarbakır.

## Familie und Herkunft
Sakık wurde im Dorf Zengök in der Provinz Muş geboren. Sein Vater Sabri war mit drei Frauen verheiratet, so dass er 18 Geschwister hat. Er besuchte das Gymnasium im Stadtzentrum von Muş. Er sympathisierte zunächst mit Organisationen wie DDKD oder KAWA. Bei einem Streit unter Schülern wurde er mit einer Waffe festgenommen und blieb drei Monate in Haft. 
Dem Vernehmen nach soll der Vater von Şemdin Sakık dessen Mutter Kevi und ihre Kinder vernachlässigt haben. Deswegen habe er bei seiner Stiefmutter Fatma in Muş gewohnt, um dort zur Schule zu gehen. Er habe es bis zum Abschluss des Gymnasiums gebracht und danach habe er seiner Mutter im Dorf beim Tabakanbau geholfen. Als er die Tochter seines Onkels Abdülhalik Sakık heiraten wollte, habe dieser ein hohes Brautgeld (150.000 TL), Schmuck und den Bau eines Hauses verlangt. Da sein Vater ihm weder ein Platz für den Hausbau noch das Brautgeld geben wollte, soll Şemdin Sakık seinen Vater mit einem Schuss verletzt haben. Dieser habe drei Leute auf ihn angesetzt, um ihn zu töten. Deswegen sei er „in die Berge gezogen“. Nach dem Militärputsch von 1980 versteckte er sich nach eigenen Angaben zwei Jahre lang südlich der Stadt. Im Jahre 1982 schloss er sich der PKK an, ging nach Syrien und erhielt eine zweimonatige Ausbildung im Libanon. Im März 1983 kehrte er für die PKK in die Türkei zurück und übernahm Aufgaben in der Region „Botan“ (Şırnak). 
Sein Bruder, Sırrı Sakık, ist Abgeordneter der 23. Legislaturperiode des türkischen Parlaments für die Provinz Muş. Seine Schwester Adife Sakık wurde im Kampf mit türkischen Einheiten erschossen. Abdülsenat (bzw. Abdülselam oder Abdulselam) Sakık wurde als Vorsitzender der pro-kurdischen Volkspartei der Arbeit (HEP) für die Provinz Gaziantep am 3. November 1992 vermutlich das Opfer eines Anschlags von Seiten der radikal-islamischen Organisation Hizbullah. Sein Bruder Akif wurde mit ihm zusammen als PKK-Aktivist verhaftet und verurteilt. Sein Bruder Seyyar Sakık soll unter dem Decknamen Karker innerhalb der PKK aktiv sein.

## Wirken in der PKK
Şemdin Sakık schloss sich der PKK nach dem Militärputsch vom 12. September an und galt lange Jahre als Nr. 2 der Organisation und als rechte Hand Abdullah Öcalans. In vielen „Provinzen“ der PKK war er Provinzverantwortlicher. In der Zeit seines Einsatzes als Kommandeur von bewaffneten Einheiten der PKK wurde Şemdin Sakık zu einer legendären Figur. In wenigen Jahren soll er 18 Fallen und Hinterhalten der Armee entkommen sein. Anders als Öcalan, der aus einem sicheren Domizil in Damaskus Offensiven verkündete, galt Sakık als Frontkämpfer. Zu seinem zweifelhaften Ruhm trug auch seine Härte gegen sich selbst bei. Nachdem er in einem Gefecht mit türkischen Streitkräften an der Hand getroffen worden war, soll er die von einem Finger verbliebenen Hautfetzen und Knochen mit einem Messer abgetrennt haben – weil der Stummel ihn beim „Freiheitskampf“ behinderte. Danach war Sakık als „Zeki (= klug, schlau) Fingerlos“ bekannt.
Sakık war verantwortlicher Kommandeur jener PKK-Einheit, die im Jahre 1993 das Massaker bei Bingöl an unbewaffneten türkischen Soldaten verübte. Über die Kriegsführung zerstritt er sich mit Abdullah Öcalan. Zur Strafe wurde Sakık in die Amanos Berge gesandt, verließ die Region jedoch wieder und kehrte nach Damaskus zu Öcalan zurück. Dort wurde er allen Ämtern enthoben. Er wurde durch die PKK festgesetzt und später in den Nordirak gesandt. Seine schriftliche Selbstkritik umfasste 80 Seiten. Er verfasste sie 1997, als er viele Monate von der PKK verhört wurde. In Handschellen soll er von Syrien in den Nordirak gebracht worden sein, wo ihm die Flucht zur PDK gelang. 

## Festsetzung und Kronzeuge

### Festsetzung
Die PDK habe Sakık an die Türkei „verkauft“. Man habe ihm und seinem Bruder Akif gesagt, dass sie gemeinsam zu Masud Barzani führen, stattdessen seien sie türkischen Sondereinsatzkräften im Nordirak überstellt worden. Seine Ergreifung schildert er folgendermaßen:

„Genau in der Mitte der Ebene stoppte unser Auto. Als wir fragten, was los sei und warum wir angehalten hätten, sage der Peschmerga-Fahrer, der Motor hätte wahrscheinlich Luft gezogen. Er stieg aus, öffnete die Motorhaube und tat, als schaue er sich den Motor an. Ich stieg ebenfalls aus, um die Gelegenheit zu einer Pinkelpause zu nutzen. Ich ging fünf bis zehn Schritte zu einem Weizenfeld und hockte mich hin. Da näherte sich ein Fahrzeug unserem Jeep von hinten und hielt an. Fünf Personen stiegen aus. Zwei kamen auf mich zu. Die anderen gingen zum Fahrzeug. Ich nahm an, dass sie gekommen seien, um uns zu helfen, und dachte mir nichts dabei. Genau in dem Moment wurde ich eines bekannten Gesichtes über mir gewahr. Er hielt mir die Pistole am Kopf und sagte: ‚Keine Angst, wir wollen dich nicht töten!‘“

Bei der Operation im Nordirak war der als „Yeşil“ (Grün, Decknamen) bekannt gewordene Mahmut Yıldırım im Einsatz. Das bestätigte der Geheimdienst (tr: Millî İstihbarat Teşkilatı) Jahre danach.

### Rolle beim „Andıç-Skandal“
Während der polizeilichen Vernehmung im April 1998, in der Şemdin Sakık ohne jeden Kontakt zur Außenwelt blieb, publizierten vor allem die Tageszeitungen Hürriyet und Sabah angebliche Details seiner Aussage. Darin wurde sowohl gegen den Menschenrechtsverein (IHD) in der Person des Vorsitzenden Akın Birdal, als auch gegen die Kurdenpartei HADEP und andere Organisationen sowie einzelne Journalisten und Künstler der Vorwurf erhoben, sie seien Befehls- und Gehaltsempfänger der PKK. Zu den Beschuldigten gehörten Politiker wie Abdülmelik Fırat, Salim Ensarioğlu, Fethullah Erbaş und Leyla Zana, dazu Zeitungen wie Ülkede Gündem, Evrensel, Demokrasi. 
Namhafte Journalisten und Publizisten wie Mehmet Ali Birand, Mahir Kaynak, Cengiz Çandar, Ahmet Altan, Mehmet Altan, Mehmet Barlas und Doğu Perinçek wurden beschuldigt, für ihre publizistische Tätigkeit finanzielle Leistungen von der PKK erhalten zu haben. Vor der Staatsanwaltschaft sagte Şemdin Sakık, dass er viele dieser Namen nur genannt habe, weil darauf bestanden wurde. Bald darauf, am 12. Mai 1998, wurde Akın Birdal zum Opfer eines Attentats, das er nur knapp überlebte. Die Anschuldigungen erwiesen sich als erlogen und aus dem Militär gesteuert; 2009 räumte der damalige Generalstabschef Yaşar Büyükanıt ein, die Operation sei ein „Fehler“ gewesen.

### Verurteilung
Sakık wurde in der Türkei vor ein Staatssicherheitsgericht gestellt und nach Artikel 125 des alten Türkischen Strafgesetzbuchs zum Tode verurteilt. Später wurde die Todesstrafe abgeschafft und in erschwerte Lebenslange Haft umgewandelt. Nach Erkenntnissen des türkischen Militärs sei Sakık von Öcalan vor Genossen erniedrigt worden. Innerhalb der PKK gilt Sakık als Verräter. Er schrieb in Haft Bücher, die PKK-Führer Öcalan in einem schlechten Licht erscheinen lassen. Zeitweilig stellte das Gefängnis in Diyarbakır Sakık mit Sondergenehmigung des Justizministeriums einen Computer zur Verfügung und ließ ihn eine eigene Homepage betreiben.

### Zeuge im Ergenekon-Prozess
Am 6. November 2012 wurde Şemdin Sakık als der geheime Zeuge mit dem Decknamen „Deniz“ im Ergenekon-Verfahren in der 255. Sitzung des Verfahrens vor der 13. Kammer für schwere Straftaten in Istanbul gehört. Er machte in seiner Aussage umfangreiche Angaben allgemeinerer Art. Konkret sagte er zur Ermordung des Generals Bahtiyar Aydın, dass dieser Mord der Organisation angelastet werden sollte. Als Kommandant der Einheiten in der Nähe von Lice könne er aber sagen, dass die PKK damit nichts zu tun hatte. Zur Ermordung des ehemaligen Polizeichefs von Diyarbakır, Gaffar Okan am 24. Januar 2001 sagte Şemdin Sakık, dass er nicht wisse, ob Ergenekon dahinter stecke. Jedoch habe ein mit ihm inhaftierter Führer von Hizbullah ihm versichert, dass sie damit nichts zu tun hätten.

## In Haft erschienene Bücher
- Şemdin Sakık’tan mektuplar [Briefe von Şemdin Sakık] Hrsg. Tuncer Günay, August 2005
- Apo [Beiname oder Kurzform von Abdullah Öcalan]